# Kluczka

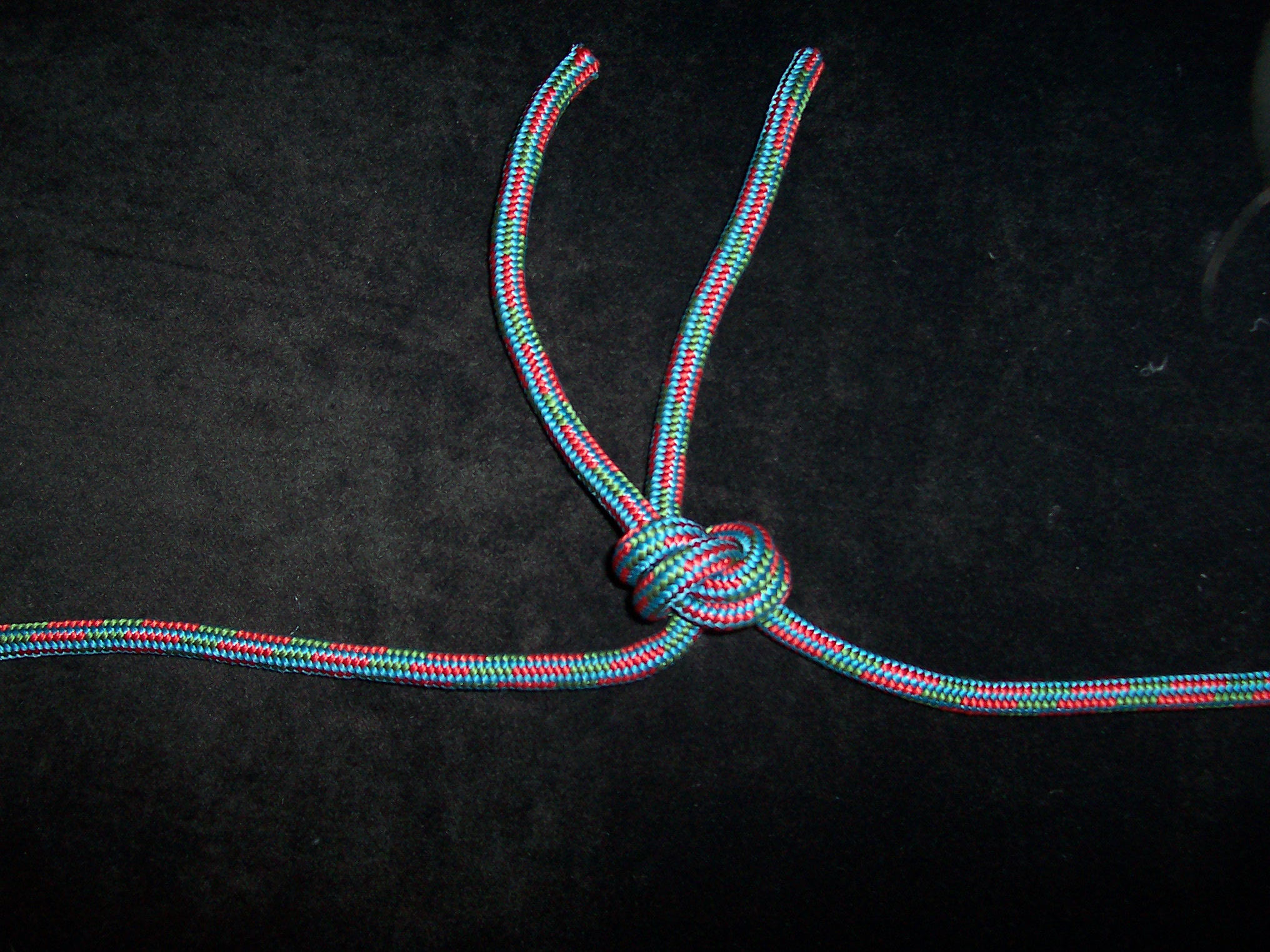
Kluczka

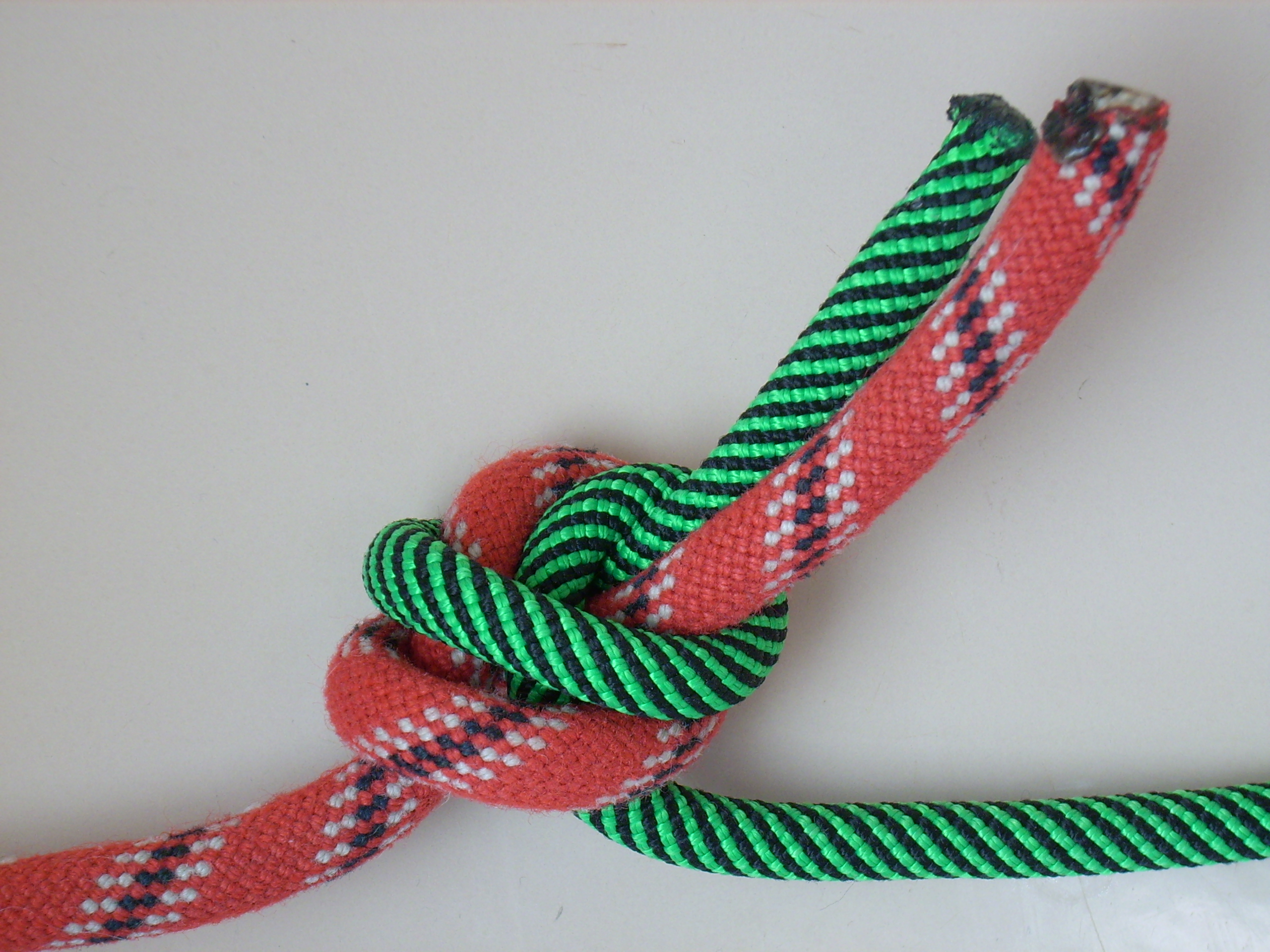
Kluczka na różnokolorowych linach

Kluczka – węzeł stosowany w żeglarstwie i wspinaczce, głównie do łączenia lin o zbliżonej średnicy oraz formowania pętli. Podczas wiązania kluczki należy pamiętać o pozostawieniu stosunkowo długich wolnych końców lin (około dziesięciokrotności średnicy liny).

## Zalety
- łatwe i szybkie wiązanie
- niska tendencja do klinowania się w szczelinach skalnych

## Wady
- obciążona kluczka bardzo mocno się zaciska, co znacząco utrudnia jej rozwiązanie
- mniejsza wytrzymałość niż węzła podwójnego zderzakowego
- możliwość stosowanie jedynie do lin o takiej samej średnicy